# Cognomi calabresi
I cognomi calabresi riflettono le varie presenze succedutesi nel corso dei secoli in Calabria: si riconoscono, pertanto, cognomi di origine latina, greca e bizantina, araba, normanna, germanica, franco provenzale, italiana centro-settentrionale, albanese e spagnola.
Il cognome calabrese trae spesso origine dal soprannome (o ingiuria), talvolta offensivo, a sua volta tratto dall'attività lavorativa, dal comportamento, dalla provenienza, da una caratteristica accentuata o da dicerie popolari legate all'individuo a cui è stato per primo attribuito: per esempio il cognome Mancuso deriva da soprannomi originati dal vocabolo dialettale mancuso/mancosu che significa "mancino")

## Frequenza
I venti cognomi più diffusi in Calabria sono:
1. Romeo
2. Russo
3. Greco
4. Marino
5. Gallo
6. De Luca
7. Bruno
8. Perri
9. Ferraro
10. Caruso

1. Pugliese
2. Morabito
3. Martino
4. Mancuso
5. Esposito
6. Aiello
7. Rizzo
8. Tripodi
9. Giordano
10. Talarico

### Cognomi più diffusi per provincia[3]
| Provincia       | Cognomi |
| --------------- | --- |
| Catanzaro       | Rotundo, Procopio, Nisticò, Trapasso, Mancuso, Critelli, Costa, Marino, Russo, Rubino, Talarico, Tolomeo, Canino, Leone, Longo, Passalacqua, Greco, Rotella, Veraldi, Gigliotti, Fruci, Serratore, Scerbo, Scalise |
| Cosenza         | Filice, Spadafora, Greco, De Rose, De Luca, Gallo, Giordano, Perri, Dodaro, Bruno. |
| Crotone         | Greco, Russo, Vrenna, Arcuri, Pugliese, Pantisano, Scicchitano, Federico, Gerace, Leto, Zumpano. |
| Reggio Calabria | Romeo, Morabito, Laganà, Marino, Foti, Pedullà, Borgese. |
| Vibo Valentia   | Fortuna, Franzè, Lo Bianco, Russo, Grillo, La Bella, Carnovale, Fiorillo, Sorrentino, Rubino, Fruci, Serratore, Michienzi.                                                                                         |

## Cognomi di origine Greca in Calabria[6]
La Calabria è stata sin dalla storia antica sotto la sfera linguistica greca. Qui la lingua ellenica ha perdurato in aree latinizzate, oltre il medioevo, attraverso il dialetto greco-calabro che, fino al XV-XVI secolo, era la lingua predominante in Calabria; ad oggi costituisce una minoranza linguistica, sostituito dal dialetto romanzo e dall'italiano regionale che ne conservano tuttavia delle influenze.
Alcuni cognomi tipici hanno una derivazione greca come Laganà (dalla località Laganas sull'isola greca di Zakynthos, o Zante, è quindi un toponomastico; sono ancora presenti in Grecia cognomi derivati come Laganakis) o Arcuri (dal greco arkouda, orso). A conferma di ciò troviamo altri cognomi legati alla tipica terminazione di stampo greco -iti e -oti, fra cui citiamo Scopelliti, Minniti, Misiti, Politi, Geracioti, Ascioti. Altra peculiarità dei cognomi regionali calabri è il finale con la vocale accentata ò oppure ì, ad indicare spesso la provenienza o il soprannome: ecco quindi i Calabrò, Aricò (agricoltore), Sgrò (capelli ricci), Spanò, Praticò e ancora Cutrì, Putortì.
Elenco di alcuni cognomi di origine Greca:
- Abussi: sotterraneo, abyssòs;
- Achille: nome proprio;
- Agresta, contadino, agròs;
- Alessi: nome proprio;
- Alia: pescatore, marinaio, hals;
- Aloi, giardino, aloè;
- Ambrosio, Brosio: nome proprio;
- Anastasio, nome proprio;
- Andracchio, Andreacchio: nome proprio, diminutivo di Andrea con suffisso greco;
- Andronico: nome proprio;
- Apollaro: forse nome proprio Apollinarios;
- Arcà: capo, inizio, arkhè;
- Archimandriti: titolo ecclesiastico, igumeno di più cenobi;
- Arcidiacono: titolo ecclesiastico;
- Arconte, Arcontissa: magistrato cittadino, arkhon,;
- Arcudi, nome proprio;
- Argiro, Argirò, Giro: nome proprio; o denaro, argyrion;
- Aristippo: nome proprio;
- Aristodemo: nome proprio;
- Armarà, Armogida, Ermocida: tagliapietre, scultore Hermes e caedo, che è latino; o kedomai, mi curo;
- Arpedini: falciatore, harpe;
- Asprea: imbianchino, aspros;
- Aspromolla: bianca lana, aspros mallòs;
- Attanasio: nome proprio;
- Attinà: della spiaggia, o panificatore, aktè;
- Barbàra: nome proprio, Santa Varvàra nel Poro, sullo Ionio latinizzata in Vàrvara.
- Barbaro: latino, occidentale, bàrbaros;
- Barilà: fabbricante di barche, baris;
- Basile, Basilio: nome proprio;
- Bellisario: nome proprio;
- Betrò: pellicciaio, baite;
- Blefari: ciglia, blèphara;
- Bragò: connesso a tosse, brekhòs;
- Bucalo: allevatori di buoi, boukòlos;
- Bumbaca, Vumbaca: scherzoso, bombax;
- Bumo: forse sostegno o altare, bomòs,
- Bunio; collina, bounòs.
- Caccavari; Cfr. fiume Caccavari: o da katakabares, sottocapo; o da kàkkabos, vaso.
- Cacia: malvagità, kakìa (?);
- Cafaro: forse nome proprio;
- Calà, Calì, Caliò, Calò: bello, kalòs;
- Calabrò: calabrese;
- Calafati: bella parola, phatis; o bella chioma, khaite;
- Calapà, calzolaio, kàlon pus, falegname;
- Calarco: molle, khalaròs;
- Caligiuri, Calogero, Caloiero…: bel vecchio, monaco: kalòs hieròs; o nome proprio kalogheros;
- Callipari: bella guancia, kallipàreios; anche fiume del Soveratese;
- Callipo: bel volto, garbo, kalòs ops;
- Callisto: bellissimo, kàllistos; o nome proprio;
- Calomeno: chiamato, kaleo; o legato, kàlos;
- Camobreco: bagnato, sudato per lavoro, kamno brekho;
- Camoli: stanco, kamno;
- Cannistrà: canestraio, kaneon o kanna;
- Cantafora: angolo dell'occhio, strabico, kanthòs foreo;
- Cantorato: armato di asta, contoratos.
- Carcararo: lavoratore in un'officina, kalkheion;
- Carchidi: granchio, gambero karkinos;
- Caridi, Carioti: venditore di noci kàryon;
- Càristo, Garisto, Garista: grazia, kharis; o dall'isola greca di Càristo;
- Carito, Garito, Garita: grazioso, kharis; kharitos;

- Carone: nome proprio;
- Carrà: fabbricante di carri, currus (?);
- Casadonte, Cassadonte, Clasadonte: spezzadente, klazo odònta;
- Castanò: castagna, kastanon;
- Catanzariti: da Catanzaro;
- Catapano: alto magistrato imperiale, kat-ep-ano, poi solo magistrato comunale;
- Catastimeni: posto, stabile, kathistemi;
- Catizone, Catizzone: membro di un consiglio, kathizo;
- Catrambone: sotto colle, katà ambron;
- Catricalà, cacciatore con trappole, reti, katà thrix;
- Cefalà, Cefalì: testa, kephalè;
- Ceraudo: suonatore di corno, keras; o vd. Ceravolo;
- Ceravolo: incantatore di serpenti keraulòs;
- Certomà: dileggiatore, kertomeo;
- Chiaravalloti: da Chiaravalle [Centrale];
- Chiera, Chiriaco, Chirico, Clero, Clerico, Clericò: ecclesiastico, klerikòs;
- Ciracò: del signore, signorine, kyriakòs;
- Cirillo: signorino, kyrillos; o nome proprio;
- Clemeno: chiamato, [ke]klemènos;)
- Climi: forse scala, klimax;
- Codispoti: padrone di casa oikodespotes;
- Colabraro: scalpello, kolaptèr;
- Colace: iroso, kholòs;
- Colacino: adulatore, kolax;
- Colao: zoppo, kholòs;
- Colosimo: iroso, o zoppo, kholòs;
- Columbraro: tuffatore, kolymbao;
- Comberiati: legame, kombos;
- Commisso: elegante, kompsòs;
- Condò, Condello, Condogiorgio ecc., Cundò: lungo kondòs;
- Congiusta: tintore, konkos;
- Corapi: corvo (?), korax;
- Cossina, Cossari: forse tagliatore, kopto;
- Costa: nome proprio diminutivo di Costantinos
- Costantino, nome proprio;
- Crasà: urlatore, krazo; meglio, Clasà, tagliatore, klazo;
- Crea: carne, kreas
- Criniti: di una fonte, krene;
- Crisafio: cucitore, hapto;
- Criseo, Crisolea: aureo, khrysòs;
- Cristofaro, Cristoforo: nome proprio;
- Critello; kritès, giudice; o krithòs, orzo;
- Crivaro: fornaio, kribanos;
- Crupi: nascosto, krypto; o sandali, krupala;
- Cunego: cacciatore, kynegòs;
- Cutuli, Cutrì Cutruzzolà: vasaio, koutros.
- Cuzzocrea: taglia carne, kopto kreas;
- Daffinà: coltivatore di alloro, daphne;
- Dascolo: maestro, didàskhalos;
- Dattilo: dito, dàktylos;
- Delfino: delphìs, vd. Fera;
- Destito: operaio, Thestitu, vd. Teti;
- Diaco, Loiacono, Iaconantonio: diacono, diakon;
- Docimo: apprezzato, dòkimos;
- Drago, Dragone, Dragonetti: serpente, drakon;
- Dromi: corridore, strada, dromos;
- Drosi: rugiada, drosos;
- Drungadi, drungarios, comandante o membro di un drungos.
- Epiceno: recente, kainòs; vuoto, kenòs;
- Euticchio: nome proprio, Fortunato, Eutykhès.
- Evaroni, nome proprio, Euaron;
- Faragò: palificatore, kharakòo;
- Fazzari: colombo (?) phassa;
- Femia: parlante, pheme, è presente in Grecia;

- Fera: forse delfino, o animale feroce, ther.
- Figliomeni: fiorito, [pe]phyllomènos
- Filareti: nome proprio;
- Filastò: amore, philos; o foraggio, khilòs;
- Filippone: nome proprio, da Filippo;
- Filocamo: lavoratore attivo, kamno;
- Filodemo: nome proprio;
- Filodoro: nome proprio;
- Filogamo: felice di sposarsi, gamos; o vd. Filocamo;
- Filoramo: potatore, ramnòs;
- Flòccari: verde, khloròs (?);
- Fragalà: fabbricante di palizzate phrasso;
- Frascà: fabbricante di palizzate, phrasso;
- Frustaci, Frustaglia: mangiatore, brosis;
- Geranio: vecchio, geron; o gru, geranos.
- Gori: nome proprio da Gregorio; o luogo, khorìon;
- Gratteri: pittore, scrittore, grapho;
- Greco: greco, ma più spesso albanese;
- Gregoraci: nome proprio;
- Gullà, Gullì: caverna, goleòn (?);
- Iaria: sacerdote, hieròs, forma dorica hiaròs;
- Idà, Idone: immagine, eidos;
- Iera, Iero, Ieraci, Ierardi: sacerdote hieròs;
- Ionà: viola, ion;
- Ioppolo: bruno, ioplokos, o diminutivo;
- Iorfida: coltivatore georgòs; o Giorgio;
- Jeracari Cfr. cognome/i Jeracari, presente in Grecia, probabilmente da hieròs, sacro;
- Laganà, da Laganas, località sull'isola greca di Zakynthos;
- Lanatà, Lanata: venditore di pelle, lanata;
- Logoteta: logothetes, amministratore;
- Loiero: sacerdote, hieròs con articolo italiano;
- Macrì, Macrina, Macrillò: lungo, makròs.
- Marafioti: nera natura, amauròs phyè;
- Marrapodi: piede nero, arabo o contadino: amauròs pus.
- Mattace: impastatore, maktes;
- Mazzeo: forse focaccia, pane, maza;
- Minniti: collerico, menitès (?);
- Mittica: narice, myktèr;
- Musicò: suonatore, mysikòs;
- Naccari: denso, naktòs;
- Nania: giovane, neanias; o Anania?
- Nasso: da un'isola greca (?);
- Olimpio: nome proprio;
- Orfanò: orfano, orphnòs;
- Palagruti, Pologruto: vecchio corpo, palaiòs khros;
- Palaia: palaiòs, vecchio;
- Pancallo: bellissimo, pànkalos;
- Papagiorgio, Papaleo, Papaluca, Papandrea, Paparatti, Paparazzo, Paparo, Papasergio, ecc.: prete, con un nome proprio;
- Paradiso: giardino, paràdeisos;
- Paravati, Parafati: guardia del corpo, parabàtes;
- Pedullà: fabbricante di ceppi, pede;
- Pentimalli: cinque lane, pente mallòs;
- Piromalli: chi ha i capelli rossi;
- Pìscopo: connesso a vescovo, epìskopos;
- Polimeni: venduto, [pe]polemènos;
- Praticà, Praticò, Pratticò: lavoratore, prasso; o peratikòs, forestiero;
- Preite, Prete, Presbitero, Previti, prete, presbyteros;
- Priamo: nome proprio;
- Procopio: tagliatore, pro-copto; o nome proprio;
- Prunestì: della vetta, pron;
- Ramogida: taglia rami, potatore ramnòs e caedo, che è latino; o kedomai, mi curo; o vd. Armogida;
- Rania: goccia, rhanìs;

- Raschellà: cucitore, rhapto;
- Rizza, forse radice, rhiza; o latino rete; o riccia;
- Romano, Romeo: dell'Impero Romano d'Oriente, Rhomaios;
- Rombolà: tamburino, rhombos;
- Rosanò: rumore, rhothos;
- Samà: delle alture samos o da psammos, sabbia;
- Santopolo: piccolo santo, greco latino; o biondino, xanthòs;
- Scarfone: matita, skàriphos; una località Scarfe era nella Locride greca;
- Sciarrone: secco, xeròs;
- Scidà: ramettò, skizo;
- Scino: cespuglio, skhoinos;
- Scopelliti: scoglio, skòpelos;
- Scutellà: fabbricante di bastoni, skytale;
- Sergi: nome proprio;
- Spadafora, Spadea, Spasari Spatari Spatea; spatharios, spadifero: è anche un titolo onorifico;
- Spanò: scarso, spanòs;
- Spartico: seminatore, spartòs, speiro;
- Squillacioti: di Squillace;
- Stranges, Strangio: storto, strangos (?);
- Strati: esercito stratòs;
- Straticò, generale, strategòs;
- Stratoti: soldato stratiotes;
- Tallo: pollone, thallòs;
- Tassone: agente, amministratore, tasso;
- Tigani/o: vasaio, teganon;
- Trimboli: frammento, thrymma (?);
- Tripodi: tre piedi, o fabbricante di tripodi, treis pus;
- Vadalà, Vavalà: scavatore, bathos;
- Vadicamo: lavoratore a piedi, bados kamno (?);
- Vangeli: nome proprio presente in Grecia;
- Varacalli: focaccia, barax (?);
- Varipapa: pesante, grasso prete barys – papas;
- Vasapollo: vd. Masapollo;
- Ventrice: profondo, benthos (?);
- Voci: bovaro, boeikòs;
- Vono: altura, bounòs.
- Zangari: sacco, angos (?);
- Zappalà: seppellitore, thapto;
- Zofrea: ciglia, ophrys; o pallido, okhròs;
- Zuccalà: giogo, zygòn;

## Cognomi di origine Albanese in Calabria[7]
Provenienti dall'Albania, si stabilirono in Italia tra il XV e il XVIII secolo, in seguito alla morte dell'eroe nazionale albanese Giorgio Castriota Scanderbeg.

Elenco di alcuni cognomi di origine Albanese:
- Bubba;
- Bideri;
- Bitri;
- Cacossa;
- Crapisi;
- Crisciuni;
- Dara;
- Lo Cascio;
- Manes;
- Masi;
- Matranga;
- Mele;
- Musacchia;
- Musala;
- Schirò;
- Trapuzzano;
- Luzzi;
- Costantino;
- Conforti;
- Chimenti;
- Iusi;
- Cribari;
- Blasi;
- Chiappetta;
- Cuceli;
- Tavolaro;
- Crispi;
- Cuccia;
- Casesi;
- Gropa;
- Basta;
- Frari;
- Ghetta;
- Stasi;
- Gasisi;
- Staffa;
- Strigari;
- Mirditi;
- Scumbi;
- Tudda;
- Boscia;
- Buscia;
- Dragoni;
- Dragoti;
- Mastranga;
- Matrangolo;
- Rado;
- Tafani;
- Clesi;
- Cuccia;
- Gliosci;
- Musacchio;
- Petta;
- Frascino;
- Spata;
- Bellusci;
- Sulli;
- Candreva;

## Cognomi di origine Araba in Calabria[8]
Si riscontrano anche cognomi derivanti dall'arabo con Modafferi (deriva dal nome saraceno Mudaffar), Morabito (dal vocabolo arabo murabit, colui che predica l'Islam nella via, con il significato di "santone": dall'arabo questo vocabolo si è inserito nel dialetto siciliano dando origine al termine murabitu "morigerato") e Mammone.
Elenco di alcuni cognomi di origine Araba:
- Ali “nome arabo di persona “‘ali”;
- Alimena, “al-iman” = “la fede religiosa”;
- Amirà (o Armirà), cognome diffuso in RC, CZ e in Sicilia,”amir” = “principe, emiro; capo, comandante”;
- Arrigale, cognome diffuso in CZ, “rahl” = “casale”; probabilmente l'arabismo sarà stato integrato con l'articolo determinativo (“ar-rahl”);
- B(a) ragaddà, “baraka all_h” = “benedizione di Dio”;
- Barillà, “barr allah” = “devoto di Dio”; cognome diffuso in RC e CZ, collegato però al greco “βαρελασ” = “barilaio”; [cfr. siciliano Barrilà];
- Burzomi, cognome diffuso nella zona di Taurianova < secondo Rohlfs, forse dall'arabo “birsàrmi” = “affetto da pleurite”; cfr. anche il cognome *Burzumato, presente nel reggino, con probabile suffisso romanzo;
- Bosurgi, “buzurg” = “grande”, di origine persiana; secondo un'ipotesi, il cognome deriverebbe invece dal latino “boves” + “urgeo” = “spingo i buoi”, “conduttore di grosso bestiame”;
- Càfaro, cognome in CZ, “kafir” = “miscredente”; [cfr. cognomi in Sicilia Càf(f) aro, Caffarelli];
- Carere, Careri, “harrar” = “tessitore” o forse la variante corradicale “hariri” = “venditore di seta”;
- Cassare, cognome diffuso in CZ, “qasr” = “castello”;
- Còrapi, Còrabi, “gurab” = “corvo”;
- Fameli, cognome diffuso in RC e CZ “hamila” = “boscaglia, macchia”;
- Fùrfaro, “farfar” = “irrequieto”;
- Fàzzari, cognome diffuso in RC, CZ e CS “hassar” = “fabbricante di stuoie”;
- Fragala o Fragalà = "gioia di Allah" (regione Pizzo);
- Gangemi, Cangemi, cognome diffuso in RC e CZ “haggam” = “applicatore di mignatte, barbiere”;
- Galifi, cognome diffuso in RC e in Sicilia, “halifa” = “successore, vicario, califfo”;
- Garufì, “qaruf” = “duro, crudele”;
- Jelapi, Ielapi, cognome diffuso in RC “yalab” = “scudo”;
- Lucibello “Mongibello” = “definizione del monte Etna e del “diavolo” che vi abita sotto" < latino “mons” + arabo “gabal, gebel” = “montagna”;
- Mamone, “maymun” = “fortunato”;
- Mandalà “mann allah” = “favore di Dio”; contestato da un etimo greco; [cfr. variante Mannaia a Palermo e Catania];
- Marraffa, cognome diffuso in RC “mu’arraf ‘ = “addotrinato, ammaestrato”;
- Miseferi, forse variante di Modafferi;
- Modafferi, cognome diffuso in RC “muzaffar” = “vittorioso”; secondo un'ipotesi di Pensabene, il cognome deriverebbe invece dal latino “modus” + “fero” = “portatore di equilibrio, uomo equilibrato”;
- Morabito, cognome diffuso in Calabria e Sicilia, “murabit” = “eremita”; [cfr. siciliano “muràbitu” = “astemio”, spagnolo “moràbito” = “eremita musulmano, almoravide (membro della dinastia araba di Spagna)”];
- Mule, Mole, cognome diffuso in RC e in Sicilia, “mawla” = “padrone”;
- Nàccari, cognome diffuso in RC, CZ e in Sicilia “naqir” = “irato”;
- Nàimo, Nàymo, Nàimi, cognome diffuso in RC, CZ e in Sicilia; particolarmente presente in Gioiosa e Marina di Gioiosa Ionica “na”im” = “delicato”, “addormentato, dormiente”;
- Nàsari, cognome diffuso in CZ “nasir”” = “chi dà la vittoria; chi aiuta, soccorritore; difensore, protettore”; [cfr. Nasser cognome in Sicilia ed Egitto];
- Nesci, cognome diffuso in RC e CZ “nasi”” = “giovane, ragazzo, adolescente”;
- Raise, cognome diffuso in CZ “ra”is” = “capo”;
- Rauti, cognome in Calabria < probabilmente dall'arabo; può essere collegato al cognome Raouti in Algeria;
- Rechici, Richici, cognome diffuso in RC “raqiq” = “schiavo” e non “riqaq”;
- Sacca, Saccaro, cognome diffuso in RC, CZ, CS e in Sicilia “saqqa”” = “portatore d’acqua; acquaiolo”;
- Sciortino, cognome diffuso in Calabria e Sicilia, “surti”” = “poliziotto”;
- Sensales, cognome diffuso in CZ e in Sicilia “simsar” = “sensale, mediatore; agente (di cambio, di borsa); commissionario”;
- Sirianni: “suryani, siryani” = “siriaco”;
- Tafuri, Tafuro, cognome diffuso in RC, CS e in Sicilia < probabilmente da un nome di mestiere “tayfuri” [cfr. anche voce la siculo araba ‘ali at-tafuri (notare il passaggio -ay- > a)];
- Vadalà, cognome diffuso in RC, CZ e in Sicilia, “‘abd allah” = “servo di Dio”;
- Zuccalà, cognome specialmente diffuso a Reggio Calabria, “dawq allah” > “dùq allah” = “il gusto, piacere, gioia di Dio”; riporta un etimo greco “Tsukalàs” = “pentolaio”, tra l'altro cognome di origine greca.